# Arno Konder
Arno Konder (Itajaí, 20 de outubro de 1882 - Washington, 16 de fevereiro de 1942) foi um diplomata brasileiro.
Era filho de Marcos Konder Senior e Adelaide Flores Konder. Toda sua família foi envolvida na política, com seus irmãos Adolfo Konder, Vítor Konder e Marcos Konder ocupando cargos públicos de destaque no âmbito catarinense e nacional. Seus dois sobrinhos Jorge Konder Bornhausen e Antônio Carlos Konder Reis também foram expoentes na política.
Ocupou diversos cargos diplomáticos no Ministério das Relações Exteriores, sendo cônsul-geral do Brasil em Washington de 1936 a 1937, depois na Alemanha de 1937 a 1938.
Morreu quando aguardava a sua nomeação como o embaixador brasileiro na China.